# 3D (canção)
"3D" é uma canção do cantor sul-coreano Jungkook, do BTS, em colaboração com o rapper norte-americano Jack Harlow. Foi lançada como segundo single do álbum de estreia solo do cantor, Golden, em 29 de setembro de 2023, através da Big Hit Music.

## Antecedentes
Em 24 de setembro de 2023, Big Hit Music anunciou "'3D" como segundo single solo de Jungkook, em sequência ao seu grande sucesso "Seven" (2023), lançado dois meses antes. A gravadora indicou: “O segundo single solo de Jungkook, ‘3D (com Jack Harlow)’, é uma faixa pop e R&B com expressões inteligentes de sentimentos em relação a uma pessoa inatingível a partir das perspectivas de primeira, segunda e terceira dimensões. Preparem-se para conhecer um lado ainda mais maduro de Jungkook após 'Seven'. Jack Harlow apareceu nesta faixa, trazendo seu estilo de rap único e adicionando entusiasmo à música".

## Lista de faixas
| 3D — CD single, download digital e streaming |                            |         |  |
| N.º                                          | Título                     | Duração |  |
| 1.                                           | "3D" (versão explícita)    | 3:21    |  |
| 2.                                           | "3D" (versão instrumental) | 3:19    |  |
| 3.                                           | "3D" (versão alternativa)  | 2:42    |  |